# Aleksandrów (przystanek kolejowy)
Aleksandrów – kolejowy przystanek osobowy we wsi Aleksandrów, w powiecie łukowskim, w województwie lubelskim zlokalizowany w km 7,652 na linii kolejowej nr 30.

## Historia
Przystanek otwarto dla pasażerów 28 czerwca 2024 roku w ramach realizacji Programu Przystankowego dla województwa lubelskiego. Zastąpił funkcjonujący do 2000 roku przystanek kolejowy Kownatki. 

## Parametry techniczne
Peron oświetlony w technologii LED, długości 100 metrów i wysokości 760 mm jest w pełni dostosowany do potrzeb osób niepełnosprawnych. Zabudowano przeszkloną wiatę, trzy ławki, śmietniki oraz gabloty z rozkładem jazdy. Przy wejściu znajduje się pięć stojaków rowerowych. Parking samochodowy przy peronie przeznaczony jest na 3 pojazdy plus 1 miejsce dedykowane dla niepełnosprawnych.
W bezpośrednim sąsiedztwie zlokalizowany jest przejazd kolejowy kat. D w ciągu drogi powiatowej nr 1318L oraz maszt łączności kolejowej GSM-R.

## Ruch pasażerski
Przystanek znajduje się w odległości 1,5 km od centrum miejscowości. Jest częścią trasy pociągów Łuków – Lublin przewoźnika PolRegio.
Początkowo zatrzymywała się tutaj 1 para pociągów regionalnych zapewniających dojazd do Łukowa oraz Radzynia Podlaskiego, Parczewa, Lubartowa i Lublina. Od grudnia 2024 roku w dni robocze zwiększono częstotliwość do 4 par na dobę (3 w weekendy).
Dobowa wymiana pasażerska oraz miejsce w rankingu ogólnopolskim:
| Rok  | Ilość pasażerów | Miejsce w Polsce |
| ---- | --------------- | ---------------- |
| 2024 | 0-9             | 2921             |